# Laternaria
Laternaria är ett släkte av insekter. Laternaria ingår i familjen lyktstritar.

## Dottertaxa tillLaternaria, i alfabetisk ordning[1]
- Laternaria aeruginosa
- Laternaria agusanensis
- Laternaria andamanensis
- Laternaria astarte
- Laternaria astroalba
- Laternaria basinigra
- Laternaria candelaria
- Laternaria chimara
- Laternaria clavata
- Laternaria coelestina
- Laternaria connectens
- Laternaria conspersata
- Laternaria cyanirostris
- Laternaria delessertii
- Laternaria dohrni
- Laternaria ducalis
- Laternaria effusa
- Laternaria erecta
- Laternaria evanescens
- Laternaria exsanguis
- Laternaria farinosa
- Laternaria fumosa
- Laternaria guttata
- Laternaria heringi
- Laternaria hobbyi
- Laternaria incerta
- Laternaria intricata
- Laternaria karenia
- Laternaria lathburii
- Laternaria lauta
- Laternaria maculata
- Laternaria maquilingana
- Laternaria monetaria
- Laternaria nigrirostris
- Laternaria oculata
- Laternaria orientalis
- Laternaria peguensis
- Laternaria peltzeri
- Laternaria philippina
- Laternaria polillensis
- Laternaria pyrorhyncha
- Laternaria pyrrhochlora
- Laternaria pythica
- Laternaria rnhli
- Laternaria rogersi
- Laternaria samarana
- Laternaria sapphirina
- Laternaria siderea
- Laternaria spinolae
- Laternaria subocellata
- Laternaria sultana
- Laternaria transversolineata
- Laternaria watanabei
- Laternaria whiteheadi
- Laternaria viridicastanea
- Laternaria viridirostris
- Laternaria vitalisia
- Laternaria woodi
- Laternaria zephyria